# Csaba Horváth (Schachspieler)
Csaba Horváth (* 5. Juni 1968) ist ein ungarischer Schach-Großmeister und -schiedsrichter.

## Werdegang
Horváth erhielt im Jahr 1993 den Großmeistertitel. Die ungarische Einzelmeisterschaft konnte er 1994 gewinnen. Für die ungarische Nationalmannschaft nahm er zweimal (1990 und 1998) an der Schacholympiade teil. Horváth siegte oder belegte vordere Plätze in mehreren Turnieren: II-III. Platz Barcza Memorial (1987), I. Platz Noviki-A Turnier Budapest (1990), I. Platz IM Turnier Budapest (1991), I. Platz Eurodata Turnier Budapest (1992), II-V. Platz Honvéd Turnier Budapest (1994), I-II. FS08 GM Turnier Budapest (1994), II-III. FS10 GM Turnier Budapest (1994), I. Platz FS05 GM Turnier Budapest (1996), I-II. Platz Honvéd Turnier Budapest (1997), II. Platz GM-A Turnier Kairo (1997), I. Platz FS12 GM Turnier Budapest (1998), II. Platz FS04 GM Turnier Budapest (1999), II. Platz Cvitanovic Memorial Split (2001), II-III. Platz ShakkiNet GM Turnier Helsinki (2001), I. Platz FS04 GM-A Turnier Budapest (2002), I. Platz Cvitanovic Memorial Split (2004).
Horváth ist seit 1998 internationaler Schiedsrichter der FIDE. Sein Bruder József ist ebenfalls Großmeister.

## Nationalmannschaft
Csaba Horváth nahm mit der ungarischen Nationalmannschaft an den Schacholympiaden 1990 und 1998 und den Mannschaftseuropameisterschaften 1989 und 1992 teil.

## Vereine
Horváth spielte in Ungarn in den 1980er und 1990er Jahren bei Honvéd Budapest, mit denen er sechsmal am European Club Cup teilnahm und 1989, 1993 und 1995 den zweiten Platz erreichte, später bis 2009 für den Csuti Antal SK Zalaegerszeg, mit dem er 2002, 2003, 2004, 2005, 2006 und 2008 ungarischer Mannschaftsmeister wurde und fünfmal am European Club Cup teilnahm, seitdem für Pénzügyőr Sport Egyesület. In der österreichischen 1. Bundesliga beziehungsweise Staatsliga A spielte er von 1990 bis 2000, in der Saison 2002/03 und von 2005 bis 2008 beim SC Die Klagenfurter (bis 1997 SG ASK/KSV Klagenfurt), mit dem er auch 1997 am European Club Cup teilnahm und in der Saison 2012/13 beim SK Husek. In Belgien spielt er beim KSK 47 Eynatten, mit dem er 2004, 2006, 2014 und 2017 belgischer Mannschaftsmeister wurde, in der Saison 2011/12 spielte er bei L’Echiquier Amaytois. In der slowakischen Extraliga spielt Horváth seit 2017 für den ŠK AQUAMARIN Podhájska.